# Canis lupus laniger
Canis lupus laniger também conhecido como Lobo tibetano é uma subespécie do Lobo-Cinzento (Canis lupus). De tamanho médio para grande, o animal não defende  um território como os outros lobos, levando uma vida nómada. O pêlo é hirsuto, com uma coloração que vai do pardo a grisáceo e preto.
Tem o seu habitat nos desertos frios da China, Mongólia e Manchúria.